# Frida Born
Frida Pauline Wilhelmine Born (* 22. November 1883 in Prenzlau; † 26. Oktober 1953 in Frankfurt am Main) war eine deutsche Sozialarbeiterin und Mitglied des Provinziallandtages der Provinz Hessen-Nassau.

## Leben
Frida Born wurde als Tochter des Ritterschaftsrendanten Oskar Max Adolf Born (1856– 1912) und dessen Ehefrau Friederike Hedwig Emilie geb. Ponath (1862–1935) geboren. Nach dem Besuch der Höheren Töchterschule in Perleberg und Hamburg legte sie im September 1900 an der High school in Chislehurst (London) ihre Reifeprüfung ab und studierte zwei Semester Hauswirtschaftslehre an einem Institut in Genf. 1904 kam sie als Schwester des Johanniterordens in das Diakonissenhaus in Altona, wo sie im Stationsdienst in Krankenhäusern und Kinderheimen sowie in der Privatpflege eingesetzt wurde. Sie erhielt eine Anstellung als Hausdame in einem Gutshaushalt und diente während des Ersten Weltkrieges in einem Stendaler Lazarett. Nach Kriegsende wurde sie als Heimleiterin beim  Ostpreußischen Freiwilligen-Corps eingesetzt. 
1921 arbeitete sie als Säuglingsschwester im städtischen Säuglingsheim in Frankfurt-Eckenheim und wurde noch im selben Jahr beim Frankfurter Jugendamt als Kranken-, Säuglings- und Erziehungsschwester angestellt. Born betätigte sich politisch, trat in die Deutsche Demokratische Partei (DDP) ein und befreundete sich mit der Frauenrechtlerin Meta Quarck-Hammerschlag. Nach ihrer Prüfung als staatlich anerkannter Wohlfahrtspflegerin (Jugendwohlfahrtspflege) im September 1925 wurde sie als Fürsorgerin beim Frankfurter Jugendamt eingestellt und dort 1928 zur Beamtin auf Lebenszeit ernannt. Von 1930 bis 1932 hatte sie für die DDP des Stadtkreises Frankfurt ein Mandat für den Nassauischen Kommunallandtag des preußischen Regierungsbezirks Wiesbaden bzw. für den Provinziallandtag der Provinz Hessen-Nassau. Bei einer erneuten Kandidatur im März 1933 erhielt sie kein Mandat.
Nachdem sie 1941/1942 wegen „Dienstunfähigkeit“ in den Ruhestand versetzt worden war, wirkte sie nach dem Zweiten Weltkrieg am Wiederaufbau der Frankfurter Frauenschule für Volkspflege mit und wurde 1951 deren kommissarische Leiterin. Sie trat in die CDU ein und war ehrenamtliche Stadträtin in Frankfurt. Zudem war sie Mitglied des Vorstandes der von Anna Beyer ins Leben gerufenen Arbeitsgemeinschaft der Frankfurter Frauenverbände.